# Biosteres kashmirensis
Biosteres kashmirensis är en stekelart som först beskrevs av Fischer 1966.  Biosteres kashmirensis ingår i släktet Biosteres och familjen bracksteklar. Inga underarter finns listade.